# Gerhard Schönbacher
Gerhard Schönbacher (Graz, 25 de janeiro de 1954) é um ex-ciclista austríaco, que competiu como profissional entre 1987 à 1991. Ele terminou em último lugar no Tour de France 1979 e 1980.